# LJ Volley
La LJ Volley è stata una società pallavolistica femminile italiana con sede a Modena.

## Storia

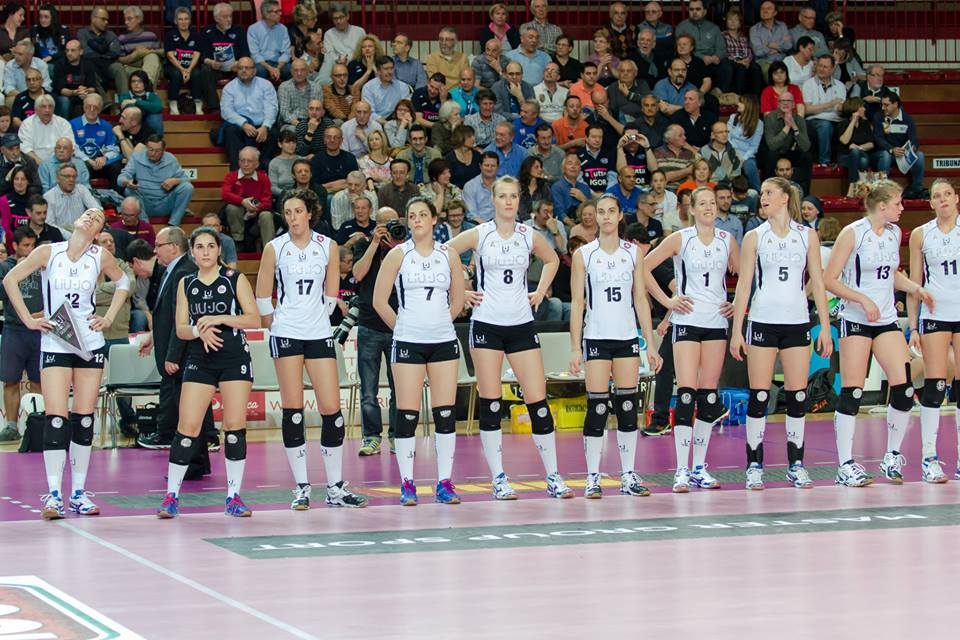
La squadra nella stagione 2013-14

In precedenza, l'azienda d'abbigliamento Liu Jo aveva già sponsorizzato la squadra pallavolistica dell'Universal Volley Modena, sia nel campionato di Serie A2, quando la sede era ancora a Carpi, sia in quello di Serie A1: a seguito del ritiro del club durante il campionato 2012-13, la Liu Jo decide quindi di fondare una propria società pallavolistica. L'annuncio ufficiale viene dato il 28 maggio 2013: la neonata squadra debutta direttamente nel campionato di Serie A1 2013-14 grazie all'acquisto del titolo sportivo dal Gruppo Sportivo Oratorio Pallavolo Femminile Villa Cortese.
Nella sua permanenza nella massima serie, tre annate, raggiunge sempre i play-off scudetto, ottenendo come miglior risultato l'uscita in semifinale nella stagione 2015-16, mentre in Coppa Italia riesce a raggiungere la finale nell'edizione 2014-15. Nel maggio 2016 viene annunciato un nuovo sodalizio con il River Volley: la LJ Volley vende il proprio titolo sportivo al Neruda Volley e cessa ogni tipo di attività, mentre il marchio Liu Jo diventa main sponsor della società piacentina.